# Jean de Luxembourg

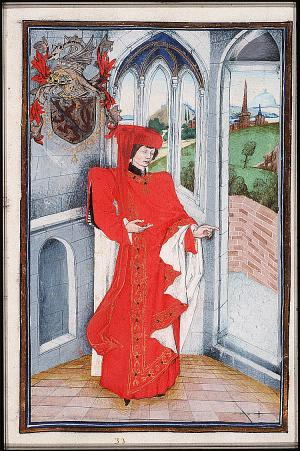
Jean de Luxembourg im Wappen- und Statutenbuch des Ordens vom Goldenen Vlies (Den Haag, KB, 76 E 10, fol. 55r)

Johann Bastard von Luxemburg genannt Hennequin (Jean Bâtard de Luxembourg; * um 1400; † 28. Juli 1466) war Herr von Haubourdin.
Er war ein unehelicher Sohn von Walram III., Graf von Ligny und Saint-Pol, Connétable von Frankreich, und Agnès de Brie, und damit ein Vetter von Peter I. von Luxemburg, Graf von Saint-Pol und Brienne († 1433), Ludwig, Kanzler von Frankreich († 1443), und Johann II. von Luxemburg, Graf von Ligny († 1441).
Er war Mitglied des herzoglichen Rates Philipp des Guten, Herzog von Burgund, und später des Großen Rats von Mecheln, des höchsten Gerichts in den habsburgischen, später spanischen Niederlande. 1433 wurde er zum Ritter des Ordens vom Goldenen Vlies ernannt. Am 19. Februar 1436 wurde er legitimiert (sein Vater war bereits seit 1415 tot). Von 1446 bis zu seinem Tod war er Admiral der Niederlande außerhalb Flanderns (Admiraal van de Nederlanden buiten Vlaanderen).
Johann heiratete Jacqueline de La Trémoille, Tochter von Pierre II. de La Trémoille, und Witwe von André de Toulongeon. Die Ehe blieb kinderlos.